# Hiroyuki Kakudō
Hiroyuki Kakudō (角銅博之, Kakudō Hiroyuki, né le 28 septembre 1959) est un réalisateur japonais d'animes, mieux connu pour avoir réalisé les deux premières saisons de la série Digimon.

## Filmographie
- Aoki Densetsu Shoot! : réalisation d'épisodes
- Be-Bop High School (en) : réalisation (ép. 3-5)
- Digimon Adventure : réalisation
- Digimon Adventure 02 : réalisation
- Digital Monster X-Evolution : réalisation
- Digimon Xros Wars : réalisation (ép. 3, 9)
- Dragon Ball GT : réalisation d'épisodes
- Gegege no Kitarō : réalisation d'épisodes
- Hellsing : storyboard
- Jigoku Sensei Nube : production (ép. 27, 32, 38)
- Les Supers Nanas Zeta : réalisation
- Mega Man: Upon a Star : storyboard
- Okubyo na Venus (OAV) : réalisateur
- One Piece : réalisation d'épisodes
- Racaille Blues 1993 : réalisation
- Slam Dunk : réalisation des OAV
- Super Robot Wars Original Generation: Divine Wars (en) : réalisation
- Sugarbunnies (en) : réalisation
- Talulu le magicien : réalisation
- Transformers: Cybertron : réalisation
- Yu-Gi-Oh! : réalisation
- Zatch Bell : chef d'équipe